# Florence Lafuma
Florence Lafuma est une actrice française.

## Filmographie

### Cinéma
- 1970 : Du soleil plein les yeux de Michel Boisrond : Geneviève
- 1973 : Les Voraces de Sergio Gobbi : Judith
- 1975 : Emmanuelle l'antivierge (Emmanuelle 2) de Francis Giacobetti : Laura
- 1977 : Le mille-pattes fait des claquettes de Jean Girault : Éliane
- 1978 : La Tortue sur le dos de Luc Béraud : Ava

### Télévision
- 1980 : Les Amours de la Belle Époque de René Lucot : Elvire
- 1981: Le Mythomane de Michel Wyn : Anne Montalban